# Frohn-Wald-Weg
Der Frohn-Wald-Weg ist ein Premium- und Rundwanderweg im Saarland.

## Hintergrund
Der Wanderweg führt durch den Nordwesten des Saarkohlenwalds und führt vorbei an mehreren Bächen und Brunnen, so wie durch die Schlucht des Rödelbachs.
An dem Wanderweg befinden sich Luzulo-Fagetum und Mittelgebirgsbäche als Lebensräume.
Der Wanderweg kann über die Saarbahnhaltestelle Wolfskaulstraße erreicht werden.
Eröffnet wurde der Wanderweg am 20. September 2009 als zweiter Premiumwanderweg im Regionalverband Saarbrücken. 2010 war der Weg kurzfristig auf Grund von Waldschäden durch den Orkan Xynthia nicht begehbar.

## Beschreibung
Die Wanderung beginnt an der Stelle der ehemaligen Grube Lampennest, die zugehörig zu der Grube Von der Heydt war. Anschließend führt sie durch einen Buchenwald zu einigen Bunkeranlagen und dann einen Birkenwald. Entlang an dem Rödelbach führt der Wanderweg zu dem Fröhner Weiher. Anschließend bietet er eine Aussicht auf Hilschbach, bevor er wieder an Bunkeranlagen vorbei und durch einen Eichen-Buchen-Mischwald zum Ausgangspunkt zurückführt.